# 장 에슈노즈
장 에슈노즈(Jean Echenoz, 1947년 12월 26일 ~ )는 프랑스의 소설가이다.
프랑스 문단을 대표하는 새로운 누보로망 작가 장 에슈노즈는 그 어느 부류에도 속하지 않는 독특한 색을 지닌 작가다. 1947년 12월 26일 프랑스 남부 소도시 오랑주에서 정신과 의사의 아들로 태어난 장 에슈노즈는 대학에서 사회학과 토목 공학을 공부한 뒤 31세에 소설을 한 편 썼다. 이 소설 『그리니치 자오선』이 프랑스의 권위 있는 미뉘 출판사의 눈에 들었고, 에슈노즈는 훗날 미뉘를 대표하는 새로운 작가로 자리 잡는다.
에슈노즈는 그에게 1979년 페네옹상을 안겨준 데뷔작 『그리니치 자오선』에 이어 1983년 『체로키』(메디치상), 1987년 『말레이시아 항해』, 1988년 『점령』, 1989년 『호수』(유럽문학대상), 1992년 『우리 셋』, 1995년 『금발의 여인들』(11월상), 1997년 『일 년』, 1999년 『나는 떠난다』(공쿠르상), 2003년 『피아노에서』, 그리고 실제 인물의 삶을 줄거리로 삼은 두 소설 『라벨』(2006)과 『달리기』(2008)에 이르기까지 꾸준히 작품을 발표해왔다.
에슈노즈의 소설에는 윗세대 누보로망 작가들의 실험을 넘어선 글쓰기의 정체성에 대한 고민이 녹아 있다. 전통 소설과 실험 예술의 경지를 지나 보다 경쾌하고 유희적인 그의 소설은 장르 소설에 대한 소설, 이른바 <메타 소설>이다. 추리 소설이나 전기 소설 같은 대중 문학에서 서사를 빌리되 장르의 관습적 규칙을 피해가는 소설인 것이다. 그리하여 장르의 형식을 빌려 다른 놀이를 즐기는 에슈노즈의 소설은 종종 멜로디를 자유롭게 변주하는 재즈에 비유된다.

## 작품 목록
- 『그리니치 자오선』(1979년)
- 『체로키』(1983년)
- 『말레이시아 항해』(1988년)
- 『점령』(1988년)
- 『호수』(1992년)
- 『우리 셋』(1992년)
- 『금발의 여인들 Les Grandes Blondes』(1995년)

현대문학(1999년) 이재룡 옮김｜ISBN 978-89-7275-096-3
- 『일 년 Un An』(1997년)

현대문학(1997년) 이재룡 옮김｜ISBN 978-89-7275-072-7
- 『나는 떠난다 Je m'en vais』(1999년)

문학동네(2002년) 용경식 옮김｜ISBN 978-89-8281-521-8
- 『피아노에서』(2003년)
- 『라벨』(2006년)
- 『달리기 Jean Echenoz』(2008년)

열린책들(2010) 이재룡 옮김｜ISBN 978-89-329-1022-2